# Roger Nilsson
Roger Nilsson este un basist suedez, fost membru sau basist de turneu în trupele The Quill, Spiritual Beggars, Firebird și Arch Enemy. Actualmente face parte din Henrik Björkman & Paj Malaj și cântă cu diverse trupe ca basist de turneu.

## Biografie
Roger Nilsson își începe cariera muzicală cântând în câteva formații locale, iar în 1995 devine membru al trupei The Quill, alături de Magnus Ekwall (voce), Christian Carlsson (chitară), Anders Haglund (clape) și Jolle Atlagic (baterie). Trupa înregistrează în 1995 primul său album, intitulat chiar „The Quill”, la casa de discuri Megarock. Următorul album al trupei este lansat în 1999 și se intitulează „Silver Haze”. Componența este similară, mai puțin Anders Haglund, care a părăsit între timp trupa. Tot în 1999, The Quill înregistrează E.P.-ul „Evermore”, care conținea patru piese, iar în 2000 se tipărește într-o nouă ediție primul album, „The Quill”, la casa de discuri Meteor City.
În acești ani de început, cunoscându-l pe chitaristul Michael Amott, Roger Nilsson însoțește ca basist de turneu trupa Arch Enemy. În final, el este înlocuit de Sharlee D'Angelo, care rămâne definitiv basistul formației.
Roger își continuă activitatea cu The Quill, iar formația lansează în 2001 albumul „Voodoo Caravan”, la casa de discuri JVC Victor, în aceeași componență ca în 1999.
În 2002, Michael Amott îl invită pe Roger Nilsson să ia parte la proiectul său stoner metal numit Spiritual Beggars. Roger interpretează partitura de bas pe albumul Spiritual Beggars din 2002, intitulat „On Fire”, apărut la casa de discuri Music For Nations. Albumul a fost înregistrat în componența: Janne Christoffersson (voce), Michael Amott (chitare), Roger Nilsson (bas), Per Wiberg (clape), Ludwig Witt (baterie).
Anul 2003 este unul foarte plin pentru Roger. Pe lângă albumul trupei The Quill, intitulat „Hooray! It's A Deathtrip” și apărut la casa de discuri Steamhammer/S.P.V., Roger este invitat de Bill Steer, chitaristul și fondatorul fostei trupe britanice de death metal Carcass, să i se alăture pe cel de-al treilea album al noului său proiect, Firebird. Trupa fusese înființată de Bill Steer în 2000, împreună cu Leo Smee (bas) și Ludwig Witt (baterie), iar Bill Steer asigura și partitura de voce. Spre deosebire de Carcass, Firebird era ceva complet diferit, un proiect stoner metal cu puternice influențe blues rock. Albumul, intitulat simplu „No.3”, apare la casa de discuri Steamhammer/S.P.V., avându-l la baterie pe Jolle Atlagic, colegul lui Roger Nilsson de la The Quill.
Roger își continuă activitatea cu The Quill, iar formația va scoate în 2006 ultimul său album, „In Triumph”, la aceeași casă de discuri Steamhammer/S.P.V.
După desființarea The Quill, Roger Nilsson se alătura proiectului Henrik Björkman & Paj Malaj. Albumul „Mot En Säker Död” va fi lansat pe 30 aprilie 2009, la casa de discuri R.M.I. Records Inc., masterizat de Mastertone. Albumul conține 13 piese și s-a lucrat la el timp de doi ani.
În acest moment Roger se află în turneu cu Paj Malaj, anunțând deja câteva concerte în iunie și iulie în Suedia.

## Discografie
- The Quill - „The Quill” (1995) - Megarock
- The Quill - „Silver Haze” (1999)
- The Quill - „Evermore” E.P. (1999)
- The Quill - „The Quill” (2000 - reeditat) - Meteor City
- The Quill - „Voodoo Caravan” (2001) - JVC Victor
- Spiritual Beggars - „On Fire” (2002) - Music For Nations
- The Quill - „Hooray! It's A Deathtrip” (2003) - Steamhammer/S.P.V.
- Firebird - „No.3” (2003) - Steamhammer/S.P.V.
- The Quill - „In Triumph” (2006) - Steamhammer/S.P.V.
- Henrik Björkman & Paj Malaj - „Mot En Säker Död” (2009) - R.M.I. Records

## Echipament
Roger Nilsson folosește în prezent un bas Hagström cu opt corzi.

## Influențe
Roger Nilsson se declară influențat de nume mari ale basului, precum: Geezer Butler, Bob Daisley, Neil Murray, Andy Fraser, Tim Bogert, Mel Schacher, Lee Dorman, Paul McCartney, Gary Thain, Greg Chaisson, Gene Simmons, John Paul Jones, Jack Bruce, Glenn Hughes, Roger Glover, Steve Harris, Garry W. Tallent, Ron Blair, Rutger Gunnarsson, Tom Petersson, Leon Wilkeson, Howie Epstein, Jaco Pastorius, Berry Oakley, Larry Taylor și Jimmy Bain.
Dintre bateriști, Roger îi numește pe Bobby Caldwell („regele !”), Bill Ward, frații Vinny și Carmine Appice, John Bonham, Cozy Powell, Artimus Pyle, Ian Paice, Eric Singer, Don Brewer, Max Weinberg, Stan Lynch, Bun E. Carlos, Simon Kirke, Fito De La Parra.